# Restrepia fritillina
Restrepia fritillina är en orkidéart som beskrevs av Carlyle August Luer och V.N.M.Rao. Restrepia fritillina ingår i släktet Restrepia och familjen orkidéer.
Artens utbredningsområde är Colombia. Inga underarter finns listade i Catalogue of Life.